# Аджибойєде
Аджибойєде (2-а пол. XVI ст.) — 11-й алаафін (володар) держави Ойо.

## Життєпис
Син або небіж алаафін Оромпото, після смерті якої зайняв трон. На початку зазнав нападу Ладжомо, володаря Нупе. В запеклій битві військо Ойо здобуло перемогу завдяки звитязі Аджанлапи, голови піхоти (осі'-вефи). На честь перемоги започаткували Свято Бебе, що мало відбуватися 1 раз на 3 роки. В подальшому захопив частину Нупе. Цей успіх вплинув на Луджу, осемаве (володаря) держави Ондо, що добровільно визнав зверхність Ойо.
Згодом зберігав мирні стосунки з сусідами, сприяючи розвитку торгівлі та поліпшенню землеробства. Це відбилося на зростанні поселень, особливо швидко розбудовувалася столиця Ойо-Ігбохо, яка стала важливим торгівельним центром на шляху до держав хауса. 
Після смерті сина Арема Осемолу оголосив жалобу й піст. Тих військовиків, що його не дотримувалися, наказав стратити, що спричинило заворушення у війську. Втім алаафін з ним упорався.
Його спадкував син Абіпа.